# Templo de Bangkok, Tailandia
El Templo de Bangkok, Tailandia es uno de los templos construidos y operados por la Iglesia de Jesucristo de los Santos de los Últimos Días, el primer templo SUD construido en Tailandia.
Ubicado a una altitud de 3,7 metros (12,1 pies) sobre el nivel del mar, el templo de Bangkok es uno de los templos de su tipo construidos a menor elevación en el mundo. Con una superficie de área de 48 525 pies cuadrados (4508,1 m²) tiene dimensiones similares al del templo de Hong Kong, de 51 921 pies cuadrados (4823,6 m²), y al templo de Tokio, de 53 997 pies cuadrados (5016,5 m²), siendo los templos de mayores dimensiones de Asia y entre los más grandes a nivel mundial. Solo el Templo de Santo Domingo (República Dominicana) y el Templo de la Ciudad de México son de mayores dimensiones fuera de los Estados Unidos.

## Historia
El 12 de junio de 2000, el entonces presidente de la iglesia Gordon B. Hinckley se convirtió en el primer presidente de la iglesia en visitar Tailandia, donde se realizó una celebración previa a su cumpleaños organizada por el vice primer ministro Bhichai Rattakul. A la mañana siguiente, Hinckley se reunió con el gobernador de Bangkok, Bhichit Rattakul, y el primer ministro de Tailandia, Chuan Leepkai, con relación a servicios voluntarios que la Iglesia había estado realizado a favor del país, enseñado a más de 300.000 profesores de inglés y estudiantes durante los tres años previos.
Esa visita a Bangkok fue la segunda parada de una gira por Asia y el Pacífico Sur para dedicar cuatro templos: el templo de Fukuoka, Japón; el templo de Adelaida el templo de Melbourne, ambos en Australia; y el templo de Suva, Fiyi. Hinckley había visitado Tailandia en 1966 como asistente al Cuórum de los Doce Apóstoles para ofrecer una oración dedicatoria al país en el Parque Lumphini como tradición previo a comenzar el proselitismo eclesiástico en Tailandia.
La primera estaca en Bangkok fue organizada en 1995, una segunda estaca en la ciudad se organizó en 2014 y la tercera en noviembre de 2016. La primera estaca en Tailandia fuera de Bangkok se organizó en la ciudad de Ubon en 2015. En el país operaban otros dos distritos, con sede en Chiang Mai y Udorn, que son unidades de menor tamaño previo a ser reorganizadas como estacas con el crecimiento de los fieles en esas regiones.

## Anuncio
Los planes para la construcción del templo en la ciudad de Bangkok fueron anunciados por Thomas S. Monson durante la apertura de la sesión del domingo por la mañana de la conferencia general de la iglesia el 5 de abril de 2015. Otros dos templos fueron anunciados al mismo tiempo: el templo de Abiyán en Costa de Marfil y el templo de Puerto Príncipe, Haití. Después del anuncio oficial, la iglesia decidió construir el templo en el terreno de un antiguo edificio de oficinas de la Iglesia adquirido en 2008 en la calle New Petchaburi, ubicado en el centro de la ciudad a poca distancia del hospital de Bangkok.

## Ubicación
La ceremonia de la primera palada para el templo en la ciudad de Bangkok tuvo lugar el 26 de enero de 2019 presidida por autoridades generales de la iglesia en el área. La ubicación del templo fue anunciado en una carta a las autoridades locales, escogiendose un terreno comprado por la iglesia en 2008 donde estaba localizado el edificio de oficinas administrativas de la iglesia en Petchaburi Road de la comunidad de Makkasan, distrito de Ratchathewi. La estación Makkasan del Metro de Bangkok, la cual tiene correspondencia con el MRT Metro, estación Petchaburi, se encuentra justo detrás del edificio del templo. Ello permite rápido acceso al Aeropuerto Internacional Suvarnabhumi.

## Diseño
El 19 de mayo de 2018, la iglesia envió un comunicado de prensa que anunciaba la ubicación del templo, presentando adjunto una versión oficial del edificio de seis pisos con un pináculo central rodeado de ocho adicionales de menor tamaño. En el posterior del templo la iglesia construyó un edificio para hospedar patronos que viajan largas distancias al templo, dos capillas para reuniones dominicales, las oficinas de las misiones SUD de Bangkok así como los salones de instrucción del sistema educativo de la iglesia. 
El diseño del templo sigue los patrones y colores que se encuentran en la arquitectura tailandesa. Muchos de estos patrones superponen varias figuras de diamantes con elementos de flores de loto y un patrón en espigas, evocando las palmas tejidas utilizadas en las artes y productos tradicionales del país. Con la combinación de agujas y ventanas protegidas, el templo forma una inusual silueta en el horizonte de edificios de la ciudad de Bangkok. Se ha colocado una estatua de Christus en el patio que conecta el templo con el edificio anexo.

## Construcción
El templo cuenta con seis pisos para un total de 4125 m² (44 401 pies cuadrados), mientras que el centro de reuniones adjunto 8490 m² (91 386 pies cuadrados). El derrumbe del edificio existente tomó el resto de 2018 en preparación para la ceremonia de la primera palada de enero de 2019. El sótano y los cimientos del edificio, incluyendo el estacionamiento subterráneo y el baptisterio donde se asienta la pila bautismal, tomaron hasta abril de 2020 en completarse para comenzar en junio a alzar las paredes y el suelo del primer piso. En octubre de 2020 el templo se ergía hasta su tercer piso, en noviembre el marco estructural del cuarto piso estaba alzado y en diciembre el marco del quinto piso. Durante la puesta del armazón estructural del sexto piso el equipo comenzó a instalar los paneles exteriores del primer piso los cuales presentan un patrón floral sobre las aberturas de las ventanas con representación abstracta de la flor nacional de Tailandia: el Ratchaphruek. Completos los marcos estructurales del edificio, para abril de 2021 se habían colocado los vidrios externos y comenzados los nueve pináculos del templo.
El templo tiene nueve pináculos, todos de diferentes tamaños. Cada uno está cubierto con una malla decorativa perforada diseñada para entrmezclarse con sus alrededores y proporcionar una brasa brillante con luces por la noche. El templo de Bangkok no cuenta con la tradicional estatua del ángel Moroni.
El templo fue dedicado para sus actividades eclesiásticas el 23 de octubre de 2023 presidida por miembros del Cuórum de los Doce Apóstoles de la iglesia.